# The Simpsons Hit & Run
The Simpsons Hit & Run är ett datorspel från 2003 utgivet av Vivendi Universal Games.
Spelets huvudperson beror på vilken bana man är på, antingen Homer Simpson, Bart Simpson, Lisa Simpson, Marge Simpson eller Kwik E Mart-ägaren Apu Nahasapeemapetilon. Målet är att man ska ta sig fram i Springfield, till fots eller vid ratten, och utföra olika uppdrag och samla mynt till exempel genom att sparka sönder läskautomater för att kunna köpa kläder och nya bilar. Spelet efterliknar Grand Theft Auto III i en snällare version.

## Handling
Spelet börjar en dag med att kameraförsedda robotgetingar dyker upp i staden Springfield, och ungefär samtidigt kommer det en ny sorts cola till staden, Buzz cola. Senare börjar Homer ana oråd när han ser en stor svart bil utanför fönstret. Efter att Homer har forskat vidare ikläder man sig rollen som Bart. Där är man inne i centrumet av Springfield och ska bland annat samla fyrverkerier, leta efter tv-spel och fånga apor. Till sist dyker dock ett rymdskepp upp och Bart försvinner spårlöst. Sen är det Lisas tur att dyka upp och nu är man nere vid hamnen i Springfield. Lisa söker efter Bart och hittar honom till sist ombord på ett skepp, men det visar sig att han har tappat vettet, han pratar bara nonsens. Sen är det dags för Marge att försöka bota Bart. Hon lyckas med det och Bart berättar att han var ombord på ett rymdskepp och drack Buzz cola, och att den används för att försöka få hela staden att bli galen. Marge berättar detta för Apu, som själv har sålt Buzz cola. Senare lyckas Apu och Bart lista ut att det är utomjordingarna Kang & Kodos som ligger bakom colan. Till sist är det upp till Homer att stoppa utomjordingarna. Den sista banan utspelar sig under halloween och Springfield är nu fullt med odöda varelser, då utsläpp av Buzz cola i marken gjort att de döda vaknar till liv. På Springfields gator vandrar det zombier, spöken svävar över marken och på vägarna flyger det förbi häxor på kvastar.